# جيم بيرك (كاتب)
جيم بيرك (بالإنجليزية: Jim Burke)‏ هو كاتب أمريكي، ولد في 29 نوفمبر 1961.